# Eugen Bleuler
Paul Eugen Bleuler (ur. 30 kwietnia 1857 w Zollikon, zm. 15 lipca 1939 tamże) – szwajcarski lekarz psychiatra.

## Życiorys
Urodził się 30 kwietnia 1857 w miejscowości Zollikon koło Zurychu jako drugie dziecko Johanna Rudolfa Bleulera (1823–1898) i Pauline Bleuler-Bleuler (1829–1898). Jego siostra Anna Paulina (1852–1926) chorowała psychicznie. Studiował medycynę na Uniwersytecie Zuryskim, studia ukończył 15 września 1881 roku. Następnie podjął pracę jako asystent w klinikach psychiatrycznych Uniwersytetu Berneńskiego (Waldau) oraz Uniwersytetu Zuryskiego (Burghölzli). W 1883 otrzymał tytuł doktora medycyny. W 1884 uczył się też w Paryżu u Charcota, w Londynie i Monachium u Guddena. Od 1885 do 1886 asystent Forela w klinice Burghölzli. W latach 1886–1898 był ordynatorem zakładu w Rheinau, w roku 1898 otrzymał analogiczne stanowisko w Burghölzli. W tym samym roku został profesorem. Pracował tam w latach 1898–1927 jako dyrektor oraz profesor zwyczajny psychiatrii na Wydziale Medycznym Uniwersytetu Zuryskiego.
11 kwietnia 1901 ożenił się z Hedwig Waser (1869–1940). Mieli pięcioro dzieci. Syn Manfred Bleuler (1903–1994) był również psychiatrą, następcą Eugena na katedrze w Zurychu.

## Dorobek naukowy
Bleuler znany jest przede wszystkim dzięki temu, że w 1911 opisał jako jednostkę chorobową schizofrenię (Dementia praecox oder Gruppe der Schizophrenien) – w ten sposób pojęcie to zastąpiło używane wówczas, spopularyzowane przez Emila Kraepelina pojęcie dementia praecox. Bleuler wyróżnił cztery osiowe objawy schizofrenii. Podejście Bleulera znacząco poszerzyło granice choroby, uwzględniając postaci zaburzeń o objawach słabo wyrażonych i bardziej nasilonych (schizofrenia utajona i schizofrenia prosta). 
Wprowadził do psychiatrii pojęcia: autyzmu i ambiwalencji. Jego autorstwa było również pojęcie Udenotherapie – chodzi tu o metodę polegającą na tym, by w obliczu choroby nie stosować „akcjonizmu”, lecz by poczekać na dalszy rozwój przypadku.
Na stanowisku ordynatora kliniki Burghölzli Bleuler zetknął się z powstająca wówczas dopiero psychoanalizą, której najwybitniejszym przedstawicielem w Zurychu był wówczas młody asystent Kliniki, Carl Gustav Jung. Był jednym z pierwszych zwolenników teorii Freuda. Obcowanie z nowym kierunkiem ułatwiły Bleuerowi wyznawane przezeń poglądy: Bleuler uważał, że nie istnieje ostra granica pomiędzy chorobą umysłową i stanem zdrowia, pracując zaś, dbał o szczegółowe zbadanie każdego przypadku i o przedstawienie go jako procesu. Bleuler zajmował się "światami obłędu" konkretnych chorych, próbując dokonywać interpretacji ich wypowiedzi odnoszących się do rzeczywistości. W 1919 roku Bleuler prowadził terapię Wacława Niżyńskiego.

## Wybrane prace

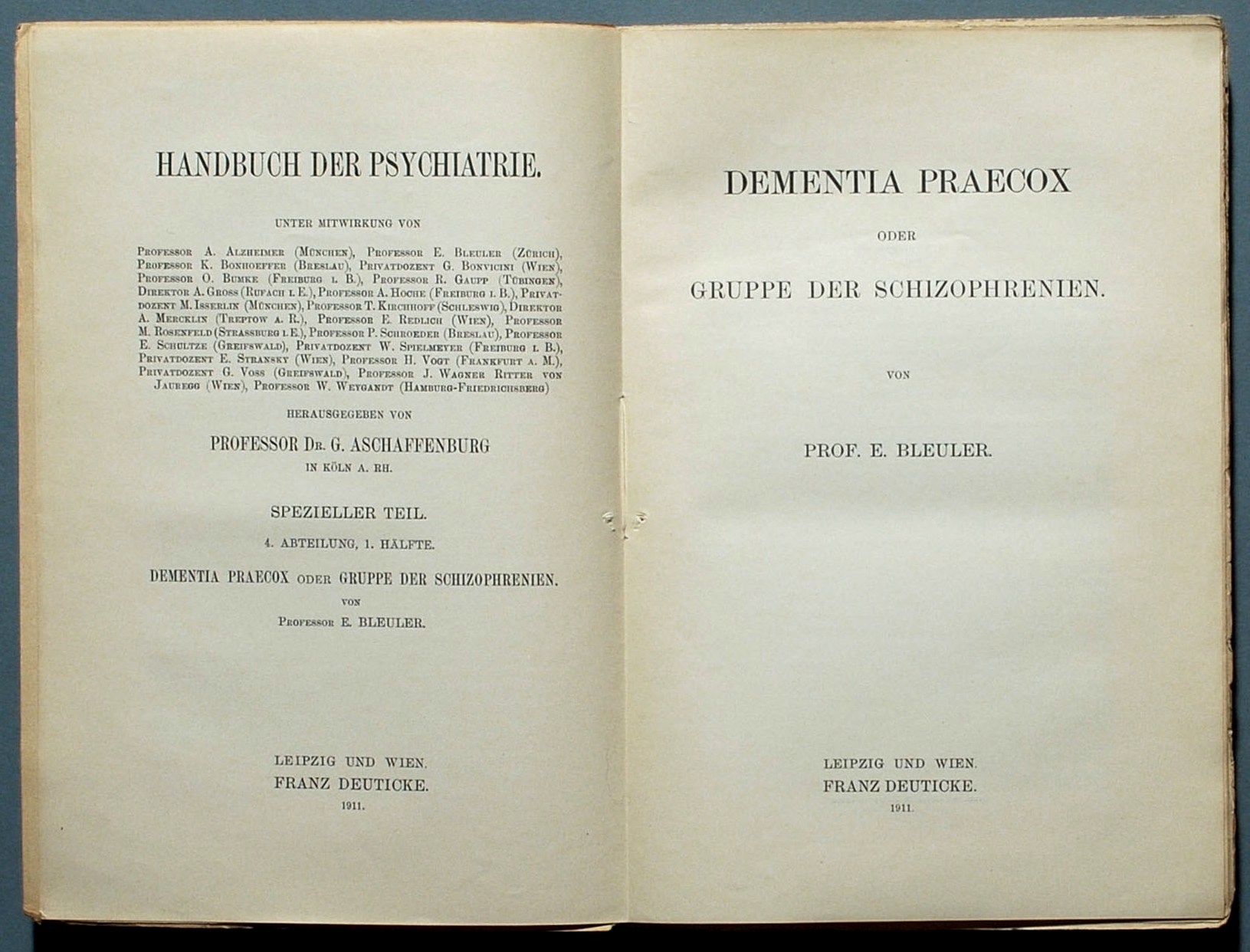
Pierwsze wydanie Dementia praecox oder Gruppe der Schizophrenien (Leipzig und Wien: F. Deuticke 1911)

- Versuch einer naturwissenschaftlichen Betrachtung der psychologischen Grundbegriffe. Zeitschrift für Psychiatrie
- Der geborene Verbrecher. München, 1896
- Karl Bernhard Lehmann, Eugen Bleuler. Über zwangsmässige Lichtempfindungen durch Schall und verwandte Erscheinungen auf dem Gebiete der anderen Sinneswahrnehmungen. Leipzig, 1881
- Affektivität, Suggestibilität, Paranoia. Halle, 1906
- Dementia praecox oder Gruppe der Schizophrenien. Leipzig und Wien: F. Deuticke 1911
- Das autistische Denken. 1912
- Lehrbuch der Psychiatrie (1916)
- Das autistisch-undisziplinierte Denken in der Medizin un seien Überwindung. Berlin, 1919
- Naturgeschichte der Seele und Ihres Bewusstwerdens. Berlin, 1921
- Die Psychoide als Prinzip der organischen Entwicklung. Berlin, 1925